# Академическая гребля на летних Олимпийских играх 1960 — одиночки
Соревнования среди одиночек по академической гребле среди мужчин на летних Олимпийских играх 1960 года прошли с 30 августа по 3 сентября на озере Альбано, которое расположено в Альбанских горах в итальянском регионе Лацио, юго-восточнее Рима. В соревновании приняли участие 13 спортсменов из 13 стран. Действующий олимпийский чемпион из СССР Вячеслав Иванов смог защитить свой титул и стал вторым в истории гребцом-одиночником, кому удалось стать двукратным олимпийским чемпионом. Ранее это удавалось сделать лишь австралийцу Генри Пирсу, побеждавшему на Играх 1928 и 1932 годов. На Играх в Риме должен был выступить и австралиец Стюарт Маккензи, который 4 года назад проиграл в финале Иванову. Маккензи приехал в Рим и даже провёл несколько тренировочных заездов против Иванова, однако из-за болезни был вынужден сняться с соревнований.
Обладателем серебряной медали стал спортсмен из объединённой германской команды Ахим Хилль, а бронзовую награду завоевал поляк Теодор Коцерка, который уже становился третьим на Играх 1952 года.
На Играх в Риме результат в академической гребле впервые определялся с точностью до сотых долей секунды.

## Призёры
| Золото               | Серебро                                    | Бронза                |
| Вячеслав Иванов СССР | Ахим Хилль Объединённая германская команда | Теодор Коцерка Польша |

## Рекорды
До начала летних Олимпийских игр 1960 года лучшее олимпийское время было следующим:
| Лучшее олимпийское время | Спортсмен        | Время   | Место     | Дата           |
| ------------------------ | ---------------- | ------- | --------- | -------------- |
| Лучшее олимпийское время | Генри Пирс (AUS) | 07:01,8 | Амстердам | 8 августа 1928 |

По итогам соревнований никто из спортсменов не смог превзойти данный результат.

## Расписание
Время местное (UTC+2)
| Дата       | Время | Раунд                  |
| ---------- | ----- | ---------------------- |
| 30 августа | 17:40 | Предварительные заезды |
| 1 сентября | 11:20 | Отборочные заезды      |
| 3 сентября | 16:00 | Финал A                |

## Результаты

### Предварительный этап
Победитель каждого заезда напрямую проходил в финал соревнований. Все остальные спортсмены попадали в утешительные заезды, где были разыграны ещё три финальных места.

#### Заезд 1
| Место | Спортсмен     | Страна                          | Время   | Отставание | Примечания |
| ----- | ------------- | ------------------------------- | ------- | ---------- | ---------- |
| 1     | Джеймс Хилл   | Новая Зеландия                  | 7:19,64 | +0,00      | F          |
| 2     | Ахим Хилль    | Объединённая германская команда | 7:23,55 | +3,91      | R          |
| 3     | Гарри Паркер  | США                             | 7:26,88 | +7,24      | R          |
| 4     | Дэвид Мейнеке | ЮАС                             | 7:37,11 | +17,47     | R          |
| 5     | Хулио Лопес   | Испания                         | 8:13,94 | +54,30     | R          |

#### Заезд 2
| Место | Спортсмен         | Страна     | Время   | Отставание | Примечания |
| ----- | ----------------- | ---------- | ------- | ---------- | ---------- |
| 1     | Вячеслав Иванов   | СССР       | 7:22,20 | +0,00      | F          |
| 2     | Александер Ределе | Нидерланды | 7:32,24 | +10,04     | R          |
| 3     | Теодор Коцерка    | Польша     | 7:33,38 | +11,18     | R          |
| 4     | Хуго Вазер        | Швейцария  | 7:34,67 | +12,47     | R          |

#### Заезд 3
| Место | Спортсмен         | Страна         | Время   | Отставание | Примечания |
| ----- | ----------------- | -------------- | ------- | ---------- | ---------- |
| 1     | Савино Ребек      | Италия         | 7:29,58 | +0,00      | F          |
| 2     | Йорма Кортелайнен | Финляндия      | 7:39,51 | +9,93      | R          |
| 3     | Хорст Финк        | Австрия        | 7:43,53 | +13,95     | R          |
| 4     | Сидни Рэнд        | Великобритания | 7:46,98 | +17,40     | R          |

### Отборочные заезды
Победитель каждого заезда проходил в финал соревнований. Остальные спортсмены выбывали из соревнований.

#### Заезд 1
| Место | Спортсмен   | Страна                          | Время   | Отставание | Примечания |
| ----- | ----------- | ------------------------------- | ------- | ---------- | ---------- |
| 1     | Ахим Хилль  | Объединённая германская команда | 7:31,04 | +0,00      | F          |
| 2     | Хуго Вазер  | Швейцария                       | 7:42,00 | +10,96     |            |
| 3     | Хорст Финк  | Австрия                         | 7:47,09 | +16,05     |            |
| 4     | Хулио Лопес | Испания                         | 8:11,40 | +40,36     |            |

#### Заезд 2
| Место | Спортсмен         | Страна         | Время   | Отставание | Примечания |
| ----- | ----------------- | -------------- | ------- | ---------- | ---------- |
| 1     | Гарри Паркер      | США            | 7:29,86 | +0,00      | F          |
| 2     | Александер Ределе | Нидерланды     | 7:32,93 | +3,07      |            |
| 3     | Сидни Рэнд        | Великобритания | 7:50,31 | +20,55     |            |

#### Заезд 3
| Место | Спортсмен         | Страна    | Время   | Отставание | Примечания |
| ----- | ----------------- | --------- | ------- | ---------- | ---------- |
| 1     | Теодор Коцерка    | Польша    | 7:24,31 | +0,00      | F          |
| 2     | Йорма Кортелайнен | Финляндия | 7:32,95 | +8,64      |            |
| 3     | Дэвид Мейнеке     | ЮАС       | 7:37,94 | +13,63     |            |

### Финал
С самого старта лидерство захватил немецкий гребец Ахим Хилль, который преодолел первые 500 метров за 1:46,90. Вторым с отставанием в 0,65 с шёл новозеландец Джеймс Хилл. Действующий олимпийский чемпион из СССР Вячеслав Иванов, который в отсутствии своего основного соперника Стюарта Маккензи считался основным фаворитом соревнований, занимал третью позицию, отставая от Ахима Хилля на 2 секунды. Однако уже к середине дистанции Иванов догнал своих конкурентов и вышел вперёд, совсем немного опережая новозеландского гребца. На третье место на 1000 метрах вышел титулованный поляк Теодор Коцерка. За 500 метров до финиша Иванову удалось создать небольшой отрыв от соперников. Заключительный отрезок дистанции Иванов прошёл очень мощно, повысив количество с 30 до 44, и завершил дистанцию со временем 7:13,96, став двукратным олимпийским чемпионом. Как позднее заявлял сам Иванов: «Маккензи в Риме не выступал, а других соперников у меня не было — выиграл без борьбы». Борьба за остальные медали шла до самого финиша. Незадолго до конца дистанции Ахим Хилль и Теодор Коцерка обошли Джеймся Хилла, которому не хватило сил на заключительную часть заезда. В итоге в борьбе за серебро сильнейшим оказался немецкий гребец, а Коцерка во второй раз в карьере завоевал бронзовую олимпийскую медаль.
| Место | Спортсмен       | Страна                          | Время   | Отставание |
| ----- | --------------- | ------------------------------- | ------- | ---------- |
| 1     | Вячеслав Иванов | СССР                            | 7:13,96 | +0,00      |
| 2     | Ахим Хилль      | Объединённая германская команда | 7:20,21 | +6,25      |
| 3     | Теодор Коцерка  | Польша                          | 7:21,26 | +7,30      |
| 4     | Джеймс Хилл     | Новая Зеландия                  | 7:23,98 | +10,02     |
| 5     | Гарри Паркер    | США                             | 7:29,26 | +15,30     |
| 6     | Савино Ребек    | Италия                          | 7:31,09 | +17,13     |